# Hortonia ovalifolia
Hortonia ovalifolia är en tvåhjärtbladig växtart som beskrevs av Robert Wight. Hortonia ovalifolia ingår i släktet Hortonia och familjen Monimiaceae. Inga underarter finns listade i Catalogue of Life.